# Franco Volpi (atleta)
Enzo Franco Volpi (Brescia, 16 agosto 1936 – Brescia, 14 marzo 2013) è stato un mezzofondista, siepista e allenatore di atletica leggera italiano.

## Biografia
È ricordato per essere il vincitore della prima edizione del Campaccio nel 1957, titolo che si aggiudicò anche nel 1962, mentre nel 1963 si piazzò in seconda posizione. Dal 1957 al 1963 si piazzò cinque volte sul podio della Cinque Mulini.
Ottenne cinque titoli ai campionati italiani assoluti di atletica leggera: due nei 10 000 metri piani, uno nei 3000 metri siepi e due nella corsa campestre.
È stato allenatore del maratoneta bresciano Gianni Poli. Molti i suoi rivali celebri: Silvio De Florentiis, Antonio Ambu, Gianfranco Sommaggio, Rino Lavelli, Luigi Conti e Francesco Perrone.
Muore il 14 marzo 2013 a Brescia, all'età di 76 anni.

## Campionati nazionali
- 2 volte campione nazionale nei 10 000 metri piani
- 1 volta campione nazionale nei 3000 metri siepi
- 2 volte campione nazionale nella corsa campestre

1956
- Oro ai campionati italiani, 10 000 metri piani - 30'37"2

1957
- Oro ai campionati italiani, corsa campestre (7 km) - 24'24"

1959
- Oro ai campionati italiani, 10 000 metri piani - 30'05"8

1960
- Oro ai campionati italiani, 3000 metri siepi - 9'16"3
- Oro ai campionati italiani, corsa campestre (8 km) - 25'08"2

1964
- 4º ai campionati italiani di corsa campestre - 27'06"

1972
- 7º ai campionati italiani di corsa campestre

## Altre competizioni internazionali
1957
- Oro al Campaccio ( San Giorgio su Legnano)
- Oro al Cross della Badia ( Brescia)

1960
- Oro al Giro podistico internazionale di Rovereto ( Rovereto)[4]

1961
- Oro al Trofeo Vanoni ( Morbegno) - 30'31"

1962
- Oro al Giro podistico internazionale di Rovereto ( Rovereto)[4]
- Oro al Campaccio ( San Giorgio su Legnano)
- Oro al Cross della Badia ( Brescia)
- Oro al Trofeo Vanoni ( Morbegno) - 30'35"

1963
- Argento al Campaccio ( San Giorgio su Legnano)
- Oro al Trofeo Vanoni ( Morbegno) - 30'15"

1964
- Oro al Giro podistico internazionale di Rovereto ( Rovereto)[4]
- Oro al Trofeo Vanoni ( Morbegno) - 30'41"
- Oro al Trofeo Vanoni ( Morbegno), gara a staffetta (in squadra con Rino Lavelli e Guerini) - 1h39'00"

1965
- Oro al Trofeo Vanoni ( Morbegno) - 30'03"
- Oro alla Scalata allo Zucco ( San Pellegrino Terme) - 37'37"[5]

1966
- Oro al Trofeo Vanoni ( Morbegno) - 30'54"

1967
- Oro al Cross della Badia ( Brescia)
- Oro al Trofeo Vanoni ( Morbegno) - 31'06"

1968
- Oro al Trofeo Vanoni ( Morbegno) - 31'07"
- Oro al Trofeo Vanoni ( Morbegno), gara a staffetta (in squadra con Rino Lavelli e Coter) - 1h38'41"
- Oro alla Scalata allo Zucco ( San Pellegrino Terme), 11 km - 52'19"[5]

1971
- Oro al Trofeo Vanoni ( Morbegno), gara a staffetta (in squadra con Rino Lavelli e Galizzi) - 1h40'26"

1975
- Argento al Giro di Melzo ( Melzo) - 26'26"6

1976
- Oro al Cross della Badia ( Brescia)